# Прохорівське
Про́хорівське — село в Україні, у Кальміуській міській громаді Кальміуського району Донецької області. Населення становить 218 осіб.

## Загальні відомості
Відстань до райцентру становить близько 13 км і проходить переважно автошляхом Т 0509.
Із 2014 р. внесено до переліку населених пунктів на Сході України, на яких тимчасово не діє українська влада.

## Населення
За даними перепису 2001 року населення села становило 218 осіб, із них 32,11 % зазначили рідною мову українську та 67,89 % — російську.

## Відомі люди
- Мицик Володимир Петрович (* 1967) — заслужений працівник фізичної культури й спорту України (2019)[2][3].